# Lestiou
Lestiou – miejscowość i gmina we Francji, w Regionie Centralnym, w departamencie Loir-et-Cher.
Według danych na rok 2008 gminę zamieszkiwało 255 osób, a gęstość zaludnienia wynosiła 31 osób/km².